# Горње Чичево
Горње Чичево је насељено мјесто у граду Требиње, Република Српска, БиХ. Према попису становништва из 1991. у насељу је живјело 45 становника.
Овде се налази Тврђава Страч.

## Становништво
| Демографија | Демографија | Демографија |
| Година      | Становника  | Становника  |
| ----------- | ----------- | ----------- |
| 1991.       | 45          |             |

## Знамените личности
- Војислав Даниловић, српски љекар и академик